# Alonso Fernández de Madrid
Don Alonso Fernández de Madrid, más conocido como el Arcediano del Alcor (Palencia, 1474 - 18 de agosto de 1559), fue un sacerdote e 
historiador español, compilador y escritor de la más importante obra histórica sobre la provincia de Palencia, la llamada Silva Palentina, colección de noticias, listas y datos históricos sobre Palencia desde época romana hasta el siglo XVI.

## Infancia y juventud
Hijo de Pero González de Madrid, hidalgo y primer tesorero de la Hermandad de Castilla, y de María de Armunia, ambos miembros de la antigua nobleza palentina, Alonso fue dirigido desde muy joven para el estado eclesiástico.
Tuvo al menos tres hermanos, Francisco, mayor que Alonso y predecesor de este en el arcedianato, Pedro, sucesor a su vez de su hermano en la dignidad y Juan, que ocupó el cargo de regidor de Palencia.
Tras la conquista de Granada, Pero González de Madrid obtiene un empleo de confianza en la nueva administración de los Reyes Católicos y traslada a la antigua capital nazarí su residencia, enviando a Alonso a recibir su formación religiosa en el colegio-seminario de fray Hernando de Talavera
Aún muy joven, en 1488, con catorce años, fue nombrado Canónigo de la Catedral de Palencia, pero antes de tomar posesión de su cargo termina su formación y no vuelve a Palencia al menos hasta 1504.
Desde esta fecha figura Alonso de Madrid en todas las comisiones de importancia que surgen del Cabildo catedralicio, especialmente en lo que se refiere a la edición de libros y al control de los mismos, organizando nuevas bibliotecas y recogiendo breviarios, cantorales y libros de registro parroquiales.

### Arcediano del Alcor

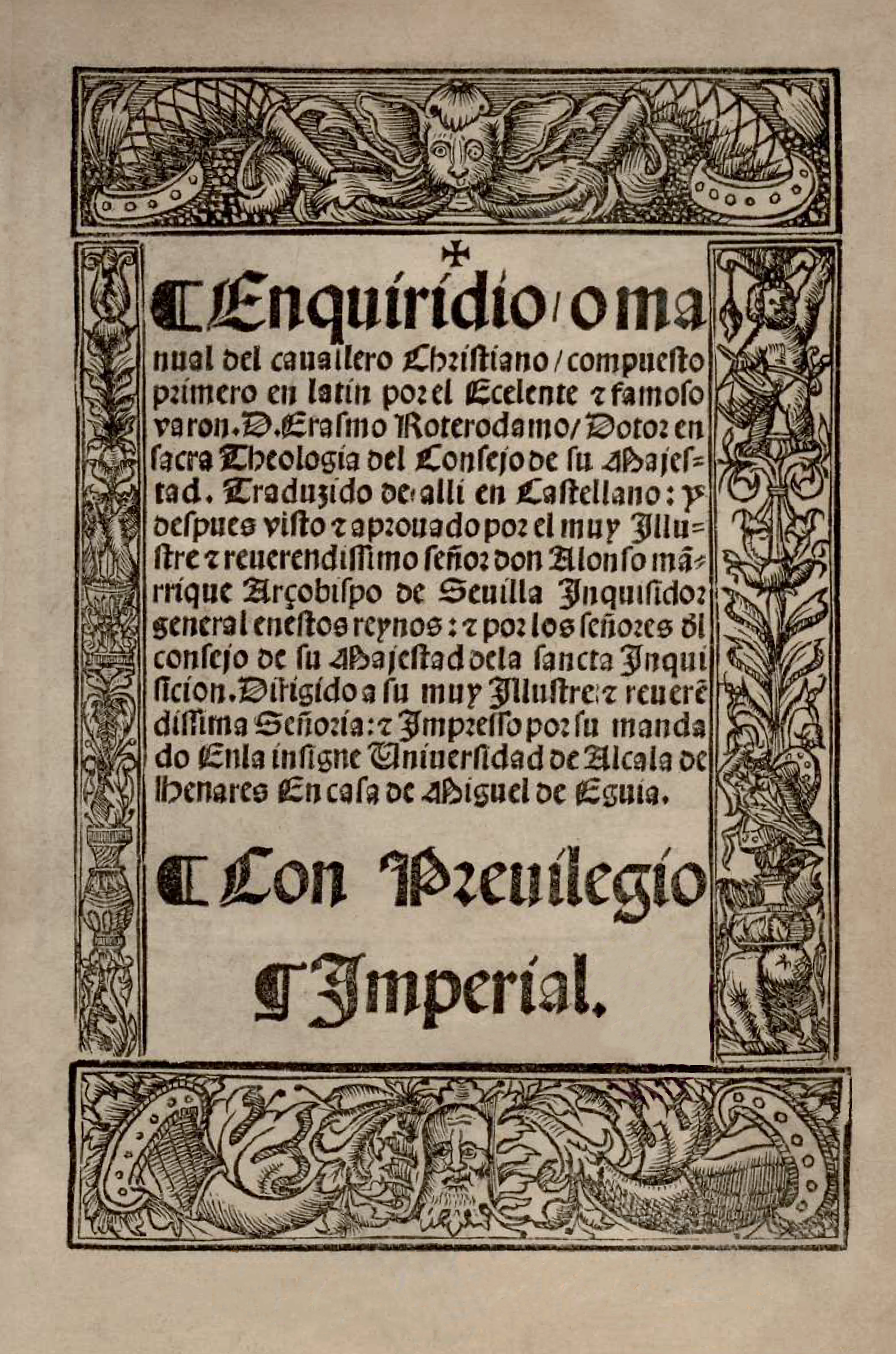
Portada del libro "Manual del caballero cristiano", traducido al español por Alonso Fernández de Madrid en 1528.

Responsable de mucha de la actividad del Cabildo palentino, en 1502, tras la renuncia de su hermano Francisco, fue nombrado arcediano, es decir, juez ordinario perteneciente al cabildo catedralicio que ejercía jurisdicción delegada de la episcopal en determinado territorio. En el caso de Fernández de Madrid, su territorio fue la comarca palentina del Alcor, aunque su creciente influencia sobrepasó ampliamente esas tierras.
Continuó con su nuevo cargo realizando un intenso trabajo como bibliotecario y administrador diocesano, además de sus nuevas funciones legales, que incluían castigar los delitos contra la honestidad y las buenas costumbres. En esta línea, en 1540 fue nombrado, "reformador de la honestidad de las personas, casas y trages"’’ en la Diócesis de Palencia.
No sólo fue empleado por el Cabildo, sino que también actuó como provisor del obispo Francisco de Mendoza y de su sucesor, Luis Cabeza de Vaca, desde 1534. Durante el ejercicio de este cargo, el 13 de agosto de 1537 fue acusado por el tesorero episcopal, Francisco Ruiz de la Mota, de malversación de los fondos diocesanos y derribo de un escudo nobiliario en la Catedral de Palencia. Sin embargo, no se probó ninguna de estas acusaciones y Alonso Fernández de Madrid fue ratificado como arcediano y provisor el 5 de abril de 1538.
El arcediano dejó su cargo de provisor tras obtener el obispo una providencia real para proceder contra cualquier dignidad, canónigo o clérigo que cometiere delito, contraviniendo el estatuto del Cabildo. Alonso de Madrid no participó en esta nueva legislación y el 14 de julio de 1538 fue nombrado provisor, con mucho mayor poder que antes, el doctor Martín Pérez de Plasencia, aunque el arcediano mantuvo algunas de sus funciones hasta 1540.

### Actividad intelectual
Junto a estas actividades, el canónigo intenta restaurar los maltrechos Estudios Generales de Palencia, que habían perdido gran parte de su profesorado e influencia a favor de Salamanca y Valladolid, estableciendo un nuevo estudio de Gramática, puerta de acceso para los estudios teológicos.
Alonso Fernández recibió una sólida formación humanista y se mostró siempre admirador de dos grandes humanistas, el propio fray Hernando de Talavera, del que compuso la primera biografía y Erasmo de Róterdam, siendo el traductor al castellano de una de sus principales obras, el Manual del soldado cristiano.

### Ante el tribunal de la Inquisición
Ambas influencias, junto con los escritos del arcediano, provocaron que fuera acusado ante la Inquisición, junto a un grupo de canónigos palentinos por ”finos luteranos endiosados”, es decir, punta de lanza de una presunta reforma religiosa de costumbres y doctrinas al estilo de Lutero.